# Arida Vortex
«Arida Vortex» — российская группа, исполняющая музыку в стиле пауэр и спид-метал с текстами, в основном, на английском языке, образованная в 1998 году Романом Гурьевым.

## История группы
Датой рождения коллектива «Arida Vortex» принято считать 25 апреля 1998 года. И хотя группа была образована братьями Романом и Иваном Гурьевыми в 1997 году, лишь в апреле 1998 года был собран первый стабильный состав, в который входили Иван и Роман Гурьевы (гитары), Олег Бондаренко (ударные), Евгений Тихонов (бас-гитара и вокал). С организацией состава группа начала активную концертную деятельность. В 1999 году к группе присоединился новый вокалист Андрей Лобашев, а также барабанщик Антон Смольянин и басист Денис Попов. В этом составе группа записала в 2001 году первое демо.
Первоначально группа имела название «Vortex». В ноябре 2001 года название группы было решено изменить на «Arida Vortex», под которым команда и продолжила концертную деятельность.
Весной 2003 года выходит первый номерной альбом группы «Evil Sorcery», выпущенный на лейбле CD-Maximum и ставший, по мнению критиков, одним из лучших отечественных релизов 2003 года. Группа начала активно гастролировать, приобретая новых поклонников в России и за границей. Летом того же года группу покинули Иван Гурьев и Денис Попов и на их место пришли Андрей Седлецкий (гитара) и Николай Кузьменко (бас-гитара).
В 2004 году группа приступила к работе над вторым номерным альбомом. В 2005 году место, покинувшего коллектив Николая Кузьменко, занял Михаил Немировский. С новым басистом в начале 2006 года группа закончила работу над альбомом, получившим название «Flames of Sunset» и вышедшем в мае того же года на лейбле СD-Максимум. Незадолго до выхода альбома группу покинул барабанщик Антон Смольянин и в группу пришёл Дмитрий Завидов. В этом составе группа существовала несколько месяцев, презентовав альбом в Москве, и сыграв несколько выездных концертов, после чего Завидов принял решение покинуть коллектив.
В августе 2006 года новым барабанщиком группы стал Александр Власов и после концертов в Калуге, Екатеринбурге, Перми и нескольких в Москве стал постоянным участником группы. В обновленном составе музыканты закончили работу над материалом для следующего альбома, а также продолжили активную концертную деятельность, в том числе выступив на ежегодном московском RAGE CONVENTION с Виктором Смольским и Петером Вагнером в качестве специальных гостей.
В 2008 году группа работала над новыми песнями, а также выступала. Летом того же года Александр Власов покинул группу и его место занял Вячеслав Стосенко, известный по участию в группах Shadow Host и Ретрием.
30 сентября 2011 года вышел третий альбом, под названием «Invisible Tension».
В конце декабря 2011 года стало известно, что группу покидает гитарист Андрей Седлецкий. Новым гитаристом стал Владимир Будник, также играющий в московской группе ТРОЯ.
10 января 2012 года группу покинул Вячеслав Стосенко. Последний концерт с его участием состоялся 17 декабря 2011 в городе Тула. А 25 февраля в официальной группе о музыкантах в социальной сети Вконтакте появилась информация, что новым ударником коллектива стал Вадим Gorgoth Сергеев (ex-Ordalion). Также были представлены видеозаписи с новым барабанщиком.
В 2012 году от дружественной группы «КрайСна» поступило предложение: сделать на инструментальную композицию с первого альбома «Arida Vortex» — Abyss of emptiness, песню.
В это время у «Arida Vortex» началась работа над очередным студийным альбомом «The Illustrated Man».
Впервые группа работала с приглашенным автором тестов, в роли которого выступила Наталья Просунцова. Наталья очень ответственно подошла к написанию лирики, кропотливо работая над каждым словом, чтобы альбом получился таким, каким мы его знаем. Совместно автором и «Arida Vortex» было принято решение не спешить, поэтому группа имела возможность выступать и работать над другими проектами.
Роман Гурьев с радостью принял предложение коллег из «КрайСна», и сделал новую аранжировку, и в соавторстве с музыкантами группы была написана песня на русском языке «Бездна».
Так как инструментального материала у лидера и основного композитора «Arida Vortex» было достаточно, то на волне работы над русскоязычным материалом, было принято решение добавить к будущим альбомам несколько русскоязычных песен, но в итоге вместо небольшого бонуса, материала хватило на полноценный альбом.
Альбом «Аве, рок!», вышедший в 2013 году, был издан на лейбле METALISM RECORDS, песня «Бездна», исполненная в дуэте с вокалисткой «КрайСна» Инной Горячей, вошла в официальный саундтрек кинофильма «Тёмный мир: Равновесие», и 13 ноября 2013 года группа «Arida Vortex» представила на неё клип.
31 декабря 2013 года группа объявила о том, что на смену гитаристу Владимиру Буднику, пришёл Павел Жданович.
15 марта 2014 года было объявлено о том, что группу покинул бас-гитарист Михаил Немировский. Его место занял Александр Федонин, известный многим по работе в группах As Death Lingers, Metal Morgan и Perfect Crime.
В то время, как работа над концептуальным альбомом по романам Рэя Брэдбери все ещё продолжалась, «Arida Vortex» в кратчайший срок выпускают новый альбом — «Hail to Rock», который увидел свет в мае 2014 года. Это англоязычная версия альбома «Аве, рок!», с добавлением нескольких новых композиций.
К концу 2014 года, была почти завершена работа над долгожданным концептом и, 27 февраля 2015 года выходит альбом «The Illustrated Man», целиком основанный на произведениях писателя-фантаста Рэя Брэдбери.
30 ноября 2016 года на лейбле Sound Age вышел 7 по счету полноформатный альбом под названием «Wild Beast Show». Презентация новой программы состоялась в Москве 17 февраля 2017 года в клубе Rock house. Как окажется позднее, этот концерт был одним из последних в составе Arida Vortex для Павла Ждановича и Андрея «Andy Vortex» Лобашева.
4 марта 2017 года группа подписала контракт с немецким лейблом ICE WARRIOR RECORDS.
1 апреля 2017 года группу покинули вокалист Андрей Лобашев и второй гитарист Павел Жданович.
Гитарист был найден достаточно быстро и уже 22 мая 2017 года был представлен новый участник «Arida Vortex» — Александр Стрельников.
26 ноября 2017 года был анонсирован концерт в поддержку коллег из Финляндии «BATTLE BEAST», где «Arida Vortex» были готовы представить нового вокалиста — Евгения Епишина.
6 марта 2018, был выпущен новый сингл группы, состоящий из 4 песен, где были 2 абсолютно новые композиции и 2 вещи с предыдущих альбомов, но с изменёнными аранжировками.
В мае 2020 года был выпущен альбом «Riders Of Steel».

## Состав группы

### Состав
- Евгений Епишин — вокал
- Роман Гурьев — гитары, бэк-вокал
- Александр Федонин — бас-гитара
- Александр Стрельников — гитары
- Вадим Сергеев — ударные

### На момент основания
- Роман Гурьев — гитара
- Иван Гурьев — гитара
- Олег Бондаренко — ударные †
- Евгений Тихонов — бас
- Расим Бабаев — вокал

### Бывшие участники
- Андрей 'AndyVortex' Лобашёв — вокал (1999—2017)
- Павел Жданович — гитара (2013—2017)
- Михаил Немировский — бас, бэк-вокал (2005—2014) †
- Владимир Будник — гитара (2011—2013) †
- Вячеслав Стосенко — ударные (2008—2012)
- Андрей Седлецкий — гитары, бэк-вокал (2003—2011)
- Александр Власов — ударные (2006—2008)
- Антон Смольянин — ударные (1998—2006)
- Николай Кузьменко — бас-гитара (2003—2005)
- Иван Гурьев — гитара (1998—2003)
- Денис Попов — бас-гитара (1999—2003)
- Евгений Тихонов — бас-гитара (1998—1999)

## Дискография

### Студийные альбомы
1. «Evil Sorcery» (2003)
2. «Flames of Sunset» (2006)
3. «Invisible Tension» (2011)
4. «Аве, Рок!» (2013)
5. «Hail to Rock» (2014)
6. «The Illustrated Man» (2015)
7. «Upside Down» (2016)
8. «Wild Beast Show» (2016)
9. «Riders Of Steel» (2020)

### Мини-альбомы
1. «Small Toy Soldier» (2018)

### Каверыитрибьюты
1. «A Tribute to Ария» (2001, песня «Не хочешь — не верь мне»)
2. «A Russian Tribute to Helloween» (2001, песня «Someone’s Crying»)
3. «A Tribute to Ария. XXV» (2010, песня «Уходи и не возвращайся»)